# Nikola Mitrevski
Nikola Mitrevski (mazedonisch Никола Митревски; * 3. Oktober 1985 in Bitola, SR Mazedonien, SFR Jugoslawien) ist ein mazedonischer Handballspieler.

## Karriere
Der 1,88 m große und 84 kg schwere Handballtorwart begann seine Karriere beim mazedonischen Verein RK Pelister Bitola, mit dem er in der EHF Champions League 2005/06 in der Gruppenphase und im EHF Challenge Cup 2006/07 im Achtelfinale spielte. 2007 wechselte er zum RK Vardar Skopje, mit dem er 2008 Pokalsieger und 2009 mazedonischer Meister wurde. International erreichte der Rechtshänder in der EHF Champions League 2007/08 die Gruppenphase, im EHF-Europapokal der Pokalsieger 2008/09 die dritte Runde und in der EHF Champions League 2009/10 erneut die Gruppenphase. Ab 2010 lief er für RK Metalurg Skopje auf und gewann 2011, 2012 und 2014 die Meisterschaft sowie 2011 und 2013 den Pokal. Im EHF-Pokal 2010/11 und in der EHF Champions League 2011/12 stand er im Achtelfinale. In der Königsklasse kam er 2012/13 und 2013/14 bis ins Viertelfinale. 2015 wechselte er zum portugiesischen Erstligisten Benfica Lissabon. Nachdem Mitrevski ab 2017 für den rumänischen Erstligisten Dobrogea Sud Constanţa aufgelaufen war, kehrte er 2019 zum RK Pelister Bitola zurück. Ab dem Sommer 2020 stand er beim FC Porto unter Vertrag. Mit Porto gewann er 2021, 2022 und 2023 die portugiesische Meisterschaft sowie 2021 den portugiesischen Pokal. Im Sommer 2024 kehrte er nach erneut Bitola zurück.
Mit der Mazedonischen Nationalmannschaft nahm Nikola Mitrevski an der Weltmeisterschaft 2013 teil. Er stand auch im vorläufigen Kader für die Europameisterschaften 2012 und 2014. Er stand im Kader für die Europameisterschaft 2024 und belegte mit Nordmazedonien den 17. Platz. Bei der Weltmeisterschaft 2025 bestritt er sechs Spiele und belegte mit dem Team den 15. Platz.